# Il commissario Lo Gatto
Il commissario Lo Gatto è un film del 1986 diretto da Dino Risi.
È una commedia-giallo dove il commissario, interpretato da Lino Banfi, indaga sulla sparizione di una donna sull'Isola di Favignana.

## Trama

L'arch. Arcuni (Roberto Della Casa) in una scena

Il commissario Natale Lo Gatto è stato trasferito sull'Isola di Favignana come punizione per avere osato chiedere l'alibi a Papa Giovanni Paolo II mentre indagava su un omicidio avvenuto in Vaticano. I primi mesi sull'isola passano senza che accada nulla di particolare, ma non appena scoppia l'afosa estate siciliana, sparisce improvvisamente dalla sua abitazione di un villaggio vacanze Wilma Cerulli, una donna giovane e benestante dall'oscuro passato di valletta e dalle importanti frequentazioni. Pare verosimile che sia stata assassinata, viste le abbondanti tracce di sangue lasciate sul pavimento dell'abitazione. Non mancano i possibili moventi, data la vita sentimentale piuttosto burrascosa condotta dalla scomparsa, condita da invidie e gelosie, che fa sì che molti personaggi in vacanza sull'isola siano per vari motivi sospettati. Il commissario, che soggiorna presso una pensione gestita dalle tre sorelle Patanè, inizia le sue ricerche aiutato dal giovane agente Gridelli, trasferito anche lui insieme al commissario che ammira e che considera il suo modello di uomo e di professionista. Si fa avanti per aiutare Lo Gatto anche un singolare giornalista, Vito Ragusa, che a sua volta spera di fare carriera seguendo un investigatore dal futuro promettente.
Al termine di lunghe e infruttuose indagini risulta che non c'è stato alcun omicidio e la presunta vittima non solo è viva e vegeta, ma in realtà si trovava in segreto su una nave della Marina Militare in compagnia del Presidente del Consiglio in carica, in una scappatella extra-coniugale. Lo Gatto e i suoi superiori cercano in tutti i modi di tacitare l'accaduto, ma la notizia trapela e dà origine a un clamoroso scandalo che fa cadere il governo. Il nuovo Presidente del Consiglio, Giulio Andreotti, vuole ricompensare adeguatamente il commissario dato che in fondo è stato il clamore da lui suscitato intorno alla vicenda a consentirgli di tornare al potere. Promosso vicequestore e trasferito a Milano assieme a Gridelli, Lo Gatto commette una nuova clamorosa gaffe; durante un summit internazionale, infatti, fa tuffare in una piscina i leader del G7 per sventare un presunto imminente attentato, avendo scambiato per la canna di un Kalašnikov il bocchettone d'un aspirapolvere. In conseguenza di ciò, Lo Gatto, promosso questore, viene trasferito nuovamente in Sicilia a combattere la mafia.

## Produzione
Originariamente il commissario doveva chiamarsi Martufello, invece di Lo Gatto, e il nome si può leggere nel labiale di alcune scene, doppiate in un secondo tempo, cambiato probabilmente per evitare omonimie con l'attore e cabarettista Martufello.

## Accoglienza

### Critica
"Lo schema dell'investigazione poliziesca è il pretesto per una commedia di costume con intenti di satira sociale" (Morando Morandini).

## Riconoscimenti
- 1987 – Ciak d'oro
  - Candidatura al migliore attore non protagonista a Maurizio Micheli

## Influenza culturale
Il film è stato presentato nella sezione retrospettiva "La situazione comica (1937-1988)" della 67ª Mostra internazionale d'arte cinematografica di Venezia (2010).